# 長尾宏也
長尾 宏也（ながお こうや、1904年（明治37年）1月10日 - 1994年（平成6年）8月21日 ）は、日本の登山家であり、随筆家でもある。まだ日本では珍しかった山小屋であるヒュッテ・霧ヶ峰を経営した人物として有名。日本山岳会員、日本児童文芸家協会・日本国立公園新社理事。岡山県高梁市出身。

## 経歴

### 生い立ち
1904年（明治37年）岡山県川上郡吹屋町（現：高梁市）の長尾家に生れる。地元の旧制岡山県立高梁中学校（現：岡山県立高梁高等学校）へ進学する。長尾自身、好奇心旺盛な性格であり、5年生の夏には、神戸市の貧民窟（スラム）へ見物に行く。そこは、人一人やっと通れる位の路地があり、病める者、貧しき者、悩める者、弱き者、虐られた者等、世の中の敗者とされる人々がひしめき合い、これを見て世の中の不平等さを認識した。また、長尾は貧民窟と呼ばれている街の名前に哀愁と魅力を感じていた。
その後、1922年（大正11年）同校を卒業し、東京にある青山学院高等科人文科（現：青山学院大学）へ進学する。1925年（大正15年）青山学院を卒業し、当時、帝大の大学院並みの教授陣を揃えており、有名だった学校法人アテネ・フランセ外国語専門課程で2年間学ぶ。1927年（昭和2年）同校を卒業する。

### 登山家として
専門学校卒業後、一般企業に就職するが、その後、1931年（昭和6年）長野県の霧ヶ峰に山小屋・高地農業研究所を兼ねたヒュッテを建設する。しかし長尾は、不慣れな高地での農作業が原因で、腎臓を患って入院する。留守の間は、彫刻家の青年が、代わりに畑を耕していた。その様な長尾であったが、彼は登山仲間からも一目置かれており、インテリ仙人とよばれていた。霧ヶ峰の山小屋は全体では250人程度、収容可能となっており、スキー場開発も行われており、日本のリゾート地開発の走りを長尾が行っていた。
1935年（昭和10年）の夏には、霧ヶ峰で5泊6日の「山の会」が開かれる。集まった会員の中には、講師として日本山岳会会長の木暮理太郎、日本民族学の創始者である柳田国男、植物学の権威の武田久吉、中央気象台長の藤原咲平ら名だたる人物が講義を行っておいる。これらを公聴しているメンバーも、有名な詩人である尾崎喜八、日本野鳥の会の創立者の中西悟堂、共同通信社専務理事の松方三郎、女性登山家の草分け的存在の村井米子、文芸評論家の小林秀雄、小説家の深田久弥等、有名人で殆どを占めた。これらは、長尾のアイデアで開催されており、人脈の広さが伺える。
しかし、先進的な山小屋であったヒュッテ・霧ヶ峰は、 1936年（昭和11年）12月に火事で焼失する。失意の中、山小屋の再建を試みるも断念し、再び東京へ戻り、斉藤電器の専務取締役となる。また、長尾は文才もあり、地元の高梁では、第一回芥川賞作家で後にノーベル文学賞候補にもなる石川達三と並び賞されている。この後、長尾は斉藤電器の社長となり、経営を行いながら、執筆活動を続けた。
この他、長尾は日本児童文芸家協会理事、日本国立公園新社理事を務めるなど、次世代の教育にも力を入れていたが、1994年（平成6年）8月21日、死去。享年90歳であった。